# Pieta (film)
Pieta (kor. 피에타) – południowokoreański film fabularny z 2012 roku w reżyserii Kim Ki-duka. Podczas 69. MFF w Wenecji obraz uhonorowano główną nagrodą Złotego Lwa. Twórcy zarobili na produkcji filmu 6 616 296 USD.
W Korei Południowej dzieło oceniane było jako zbyt przesiąknięte kulturą europejską. Natomiast na Zachodzie, gdzie zarzucono twórcom zbyt egzotyczny charakter filmu, odbierane było jako zbyt mgliste dla odbiorcy.

## Charakterystyka
Głównym wątkiem filmu są historie związane z brutalną działalnością lichwiarzy, w którego tle reżyser ukazuje rozpad relacji między ludźmi. Z ukazaną w Piecie gangsterską siecią okrutnej działalności przestępców reżyser (też producent, operator i montażysta) miał do czynienia już w wieku 15 lat. Kim zatrudniony był w zakładach produkcyjnych w seulskiej dzielnicy robotniczej Cheonggyecheon, gdzie, całymi dniami aż do godzin nocnych, przez 7 lat ciężko pracował fizycznie. To czego tam doświadczył, czyli strach, nędzę i determinację ludzi, twórca przekazał w tym obrazie.

## Opis fabuły
U mafijnego lichwiarza zapożyczają się na bardzo wysoki procent okoliczni mieszkańcy. Poprzez zawarcie przez dłużnika przymusowej umowy ubezpieczenia od nieszczęśliwych wypadków pożyczkodawcy mają gwarancję otrzymania zwrotu pieniędzy. Tym dłużnikom, którzy nie są w stanie uregulować zaciągniętego długu egzekutor obcina ręce, miażdży kości lub ich morduje.

## Obsada
Źródło: 
- Lee Jung-jin – Gang-Do
- Jo Min-su – Mi-Son
- Kang Eun-jin – Myeong-ja
- Woo Gi-hong – Hoon-chul
- Cho Jae-ryong – Tae-seung
- Lee Myeong-ja – matka samobójcy
- Heo Jun-seok – samobójca
- Kwon Se-in – mechanik z gitarą
- Song Mun-su – dłużnik (wchodzący po schodach)
- Kim Beom-jun – mężczyzna z Myeongdong
- Son Jong-hak – szef
- Jin Yong-ok – właściciel sklepu na wózku
- Lee Won-jang – Sang-gu
- Kim Jae-rok – mnich
- Kim Seo-hyeon – staruszka
- Yu Ha-bok – mężczyzna w kontenerze